# Фриз, Шервуд
Шервуд Маршалл Фриз (англ. Sherwood Marshall Fries; 24 ноября 1920, Лос-Анджелес, США — 9 декабря 1986) был защитником в Национальной Футбольной Лиге.

## Биография
Фриз родился 24 ноября 1920 года в Лос-Анджелесе, Калифорния. Фриз был сыном актёра «Кейстоун Копс» Отто Фриза.
Фриз играл за Green Bay Packers в сезоне 1943 года НФЛ. Он играл на университетском уровне в Университете штата 